# Zahnradbahn Rocchette–Asiago
| Eisenbahnviadukt über den Astico |                                |                                              |                                              |
| Streckenlänge: | 21,190 km                      |                                              |                                              |
| Spurweite: | 950 mm (ital. Meterspur)       |                                              |                                              |
| Maximale Neigung: | Adhäsion 35 ‰ Zahnstange 125 ‰ |                                              |                                              |
| Minimaler Radius: | 80 m                           |                                              |                                              |
| Zahnstangensystem: | Strub                          |                                              |                                              |
| |                                |                                              |                                              |
| \| \| \| FNV von Schio \| \| \| \| \| SV von Thiene (Strecke Thiene–Rocchette) \| \| \| \| 0,000 \| Rocchette \| 283 m s.l.m. \| \| \| \| FNV nach Arsiero (Strecke Rocchette–Arsiero) \| \| \| \| \| Galleria dell’Obelisco (92 m) \| \| \| \| 0,685 \| Brücke Astico (151,5 m) \| Brücke Astico (151,5 m) \| \| \| 2,462 \| Cogollo del Cengio \| 297 m s.l.m. \| \| \| 2,492 \| Beginn Zahnstange \| Beginn Zahnstange \| \| \| \| Galleria della 1ª Barricata (207 m) \| \| \| \| \| Galleria della Barricatella (219 m) \| \| \| \| \| Galleria della Péndola (82 m) \| \| \| \| 8,306 \| Ende Zahnstange \| Ende Zahnstange \| \| \| 9,240 \| Campiello di Val Canaglia \| 990 m s.l.m. \| \| \| 11,403 \| Treschè Conca \| 1047 m s.l.m. \| \| \| \| Galleria di Treschè Conca (186 m) \| \| \| \| \| Galleria di Cesuna (364 m) \| \| \| \| 13,366 \| Cesuna \| 1022 m s.l.m. \| \| \| 18,512 \| Canove \| 997 m s.l.m. \| \| \| 21,190 \| Asiago \| 1001 m s.l.m. \| |                                |                                              |                                              |
| Strecke (außer Betrieb) |                                | FNV von Schio                                | FNV von Schio                                |
| Abzweig geradeaus und von rechts (Strecke außer Betrieb) |                                | SV von Thiene (Strecke Thiene–Rocchette)     | SV von Thiene (Strecke Thiene–Rocchette)     |
| Bahnhof (Strecke außer Betrieb) | 0,000                          | Rocchette                                    | 283 m s.l.m.                                 |
| Abzweig geradeaus und nach links (Strecke außer Betrieb) |                                | FNV nach Arsiero (Strecke Rocchette–Arsiero) | FNV nach Arsiero (Strecke Rocchette–Arsiero) |
| Tunnel (Strecke außer Betrieb) |                                | Galleria dell’Obelisco (92 m)                | Galleria dell’Obelisco (92 m)                |
| Brücke über Wasserlauf (Strecke außer Betrieb) | 0,685                          | Brücke Astico (151,5 m)                      | Brücke Astico (151,5 m)                      |
| Bahnhof (Strecke außer Betrieb) | 2,462                          | Cogollo del Cengio                           | 297 m s.l.m.                                 |
| | 2,492                          | Beginn Zahnstange                            | Beginn Zahnstange                            |
| Tunnel (Strecke außer Betrieb) |                                | Galleria della 1ª Barricata (207 m)          | Galleria della 1ª Barricata (207 m)          |
| Tunnel (Strecke außer Betrieb) |                                | Galleria della Barricatella (219 m)          | Galleria della Barricatella (219 m)          |
| Tunnel (Strecke außer Betrieb) |                                | Galleria della Péndola (82 m)                | Galleria della Péndola (82 m)                |
| | 8,306                          | Ende Zahnstange                              | Ende Zahnstange                              |
| Bahnhof (Strecke außer Betrieb) | 9,240                          | Campiello di Val Canaglia                    | 990 m s.l.m.                                 |
| Bahnhof (Strecke außer Betrieb) | 11,403                         | Treschè Conca                                | 1047 m s.l.m.                                |
| Tunnel (Strecke außer Betrieb) |                                | Galleria di Treschè Conca (186 m)            | Galleria di Treschè Conca (186 m)            |
| Tunnel (Strecke außer Betrieb) |                                | Galleria di Cesuna (364 m)                   | Galleria di Cesuna (364 m)                   |
| Bahnhof (Strecke außer Betrieb) | 13,366                         | Cesuna                                       | 1022 m s.l.m.                                |
| Bahnhof (Strecke außer Betrieb) | 18,512                         | Canove                                       | 997 m s.l.m.                                 |
| Kopfbahnhof Streckenende (Strecke außer Betrieb) | 21,190                         | Asiago                                       | 1001 m s.l.m.                                |

Die Zahnradbahn Rocchette–Asiago war eine 1910 eröffnete Schmalspurbahn mit 950 mm Spurweite und gemischten Adhäsions- und Zahnradbetrieb von Rocchette nach Asiago in der norditalienischen Provinz Vicenza. Der Betrieb wurde 1958 eingestellt und die Strecke später abgebaut.

## Geschichte

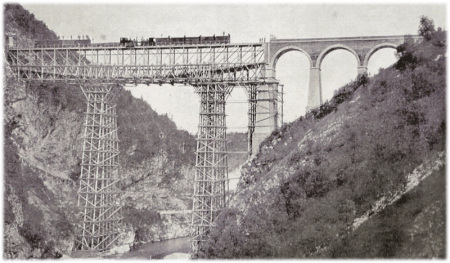
Bau der Brücke über den Astico

Gegen Ende des 19. Jahrhunderts forderte die Entwicklung der Textilindustrie im oberen Teil der Provinz Vicenza verbesserte Straßen- und Schienenverbindungen. 1907 bewilligte die Regierung den Bau einer 21 Kilometer langen Eisenbahnverbindung mit einer Spurweite von 950 mm. 1907 begannen die ersten Vorarbeiten und ein Jahr darauf der eigentliche Bau der Strecke, wobei 5764 Meter mit Zahnstange System Strub ausgerüstet wurden. Am 10. Februar 1910 konnten die Ferrovie Nord Vicenza (FNV, Nord-Vincener-Eisenbahnen) die Bahnstrecke offiziell eröffnen.
Im Ersten Weltkrieg diente die Bahn ab Mai 1915 militärischen Zwecken und wurde für die Evakuierung der Orte auf den Sieben Gemeinden genutzt. Mit Beginn der österreichisch-ungarischen Südtiroloffensive im Mai 1916 konnte der Endbahnhof Asiago nicht mehr angefahren werden. Nach Ende der Offensive im Juni 1916 verkehrten die Züge nachts wieder bis zum Bahnhof Campiello.
1926 wurde der Bahnbetrieb von der Società Veneta (SV, Venezianische Gesellschaft) übernommen. Im Jahr 1928 verkehrten im Sommer drei, im Winter zwei gemischte Züge in jede Richtung. Die Reisezeit betrug 1 Stunde 35 Minuten, davon entfielen auf die Bergstrecke Cogollo–Campiello 49 Minuten.
Eine Umstellung auf elektrische Traktion wurde geplant, aber nie realisiert. Nach dem Zweiten Weltkrieg führte die aufkommende Straßenkonkurrenz zum Verkehrsrückgang und am 31. Juli 1958 wurde der Betrieb eingestellt.

## Streckenbeschreibung

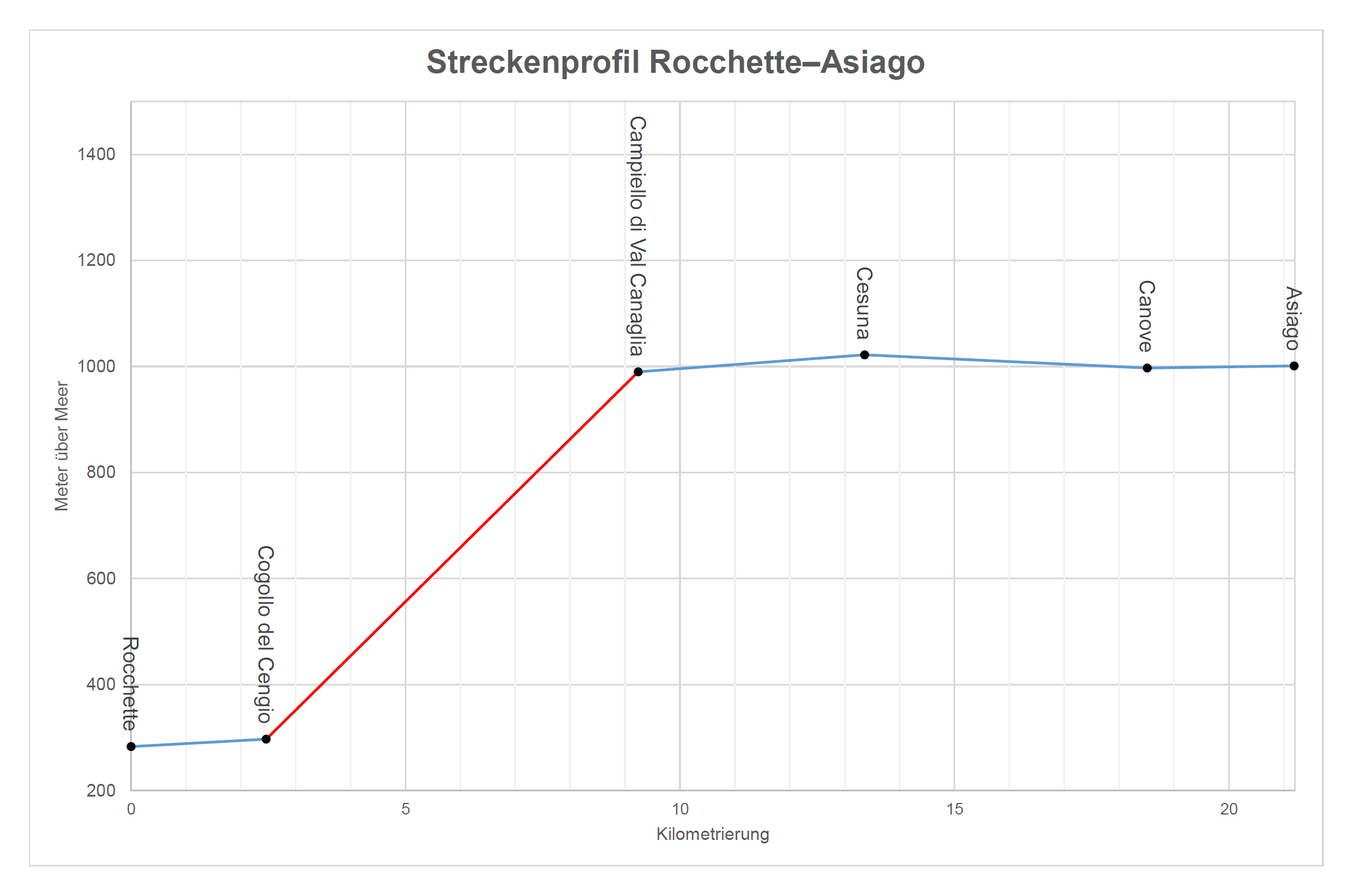
Streckenprofil
blau: Adhäsionsabschnitte, rot: Zahnstange

Die Strecke begann in Rocchette auf 283 m s.l.m., wo sie an die Nebenbahn Schio–Arsiero anschloss. Kurz nach Rocchette überquerte die Trasse mit einem 70 Meter hohen und 151,5 Meter langen Viadukt den Astico und führte mit geringen Steigungen nach Cogollo del Cengio, wo die Zahnstangenstrecke nach Campiello di Val Canaglia begann. Von dort führte die Strecke als Adhäsionsbahn mit geringen Steigungen und Gefällen zu ihrem Endpunkt in Asiago auf 1001 m s.l.m.

## Lokomotiven

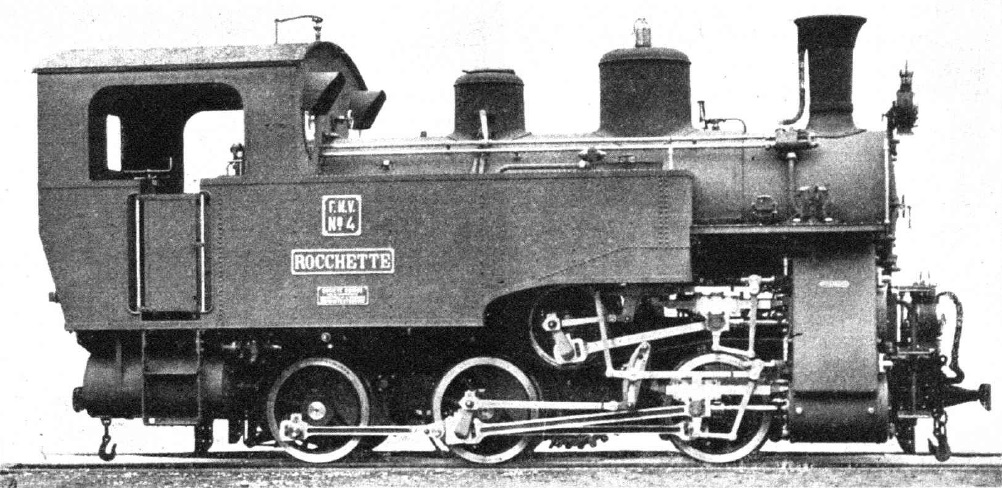
Lokomotive Nr. 4 „Rocchette“

Die Schweizerische Lokomotiv- und Maschinenfabrik (SLM) in Winterthur lieferte vier dreiachsige Lokomotiven mit getrenntem Adhäsions- und Zahnradantrieb System Winterthur. Die Maschinen mit den FNV-Nummern Nr. 1–4 wurden nach dem Vorbild der Brünigbahnlokomotiven HG 3/3 konstruiert.
1915 konnten die FNV von der Berner Oberland-Bahn (BOB) die HG 3/3 Nr. 9 übernehmen, welche der HG 3/3 der Brünigbahn entsprach. Die durch die Elektrifizierung der BOB im Berner Oberland nicht mehr benötigte Lokomotive wurde dazu durch die SLM von Meterspur auf 950 mm umgespurt und erhielt bei den FNV die Betriebsnummer 110.
Die Lokomotiven erhielten folgende Namen:
| Betriebsnummer | Name                 |
| -------------- | -------------------- |
| 1              | A. Rossi             |
| 2              | Asiago               |
| 3              | Roana                |
| 4              | Rocchette            |
| 110            | Lupa (nur Spitzname) |

## Heutige Nutzung
Das Trasse des oberen Adhäsionsabschnitts zwischen Campiello di Val Canaglia und Asiago dient heute als Radwanderweg „La Strada del Vecchio Trenino“. Die beiden Eisenbahntunnel auf diesem Teilstück wurden dazu mit einer Beleuchtung ausgestattet.
Im ehemaligen Bahnhofsgebäude in Canove ist heute ein Kriegsmuseum untergebracht, das sich insbesondere mit den kriegerischen Ereignissen zwischen 1915 und 1918 auf der Hochebene von Asiago beschäftigt. Die neben dem Museum auf einem Gleisstück stehende Lokomotive (R370.024) wurde 2008 vom Bahnhof Klausen nach Canove gebracht. Sie war ursprünglich auf Sizilien, allerdings nie auf der Strecke Rocchette–Asiago, in Betrieb und ist eine der fünf erhalten gebliebenen Schmalspur Lokomotiven der Baureihe R370 mit Adhäsions- und Zahnradantrieb.